# Брюховичі (станція)
Брюхо́вичі — проміжна залізнична станція Львівської дирекції Львівської залізниці на неелектрифікованій лінії Львів — Рава-Руська. Розташована у центральній частині селищі міського типу Брюховичі, яке входить до складу Шевченківського району Львова. Обслуговує поїзди Рава-Руського напрямку.

## Історія
Раніше мала з'їзд до залізничної станції Рудне.
На станції закінчується електрифікація, після Брюховичів — неелектрифікована лінія у напрямку станції Рава-Руська.
Будівництво вокзалу з «євроколією» у Брюховичах передбачалось «Планом заходів на 2019—2021 роки щодо реалізації Національної транспортної стратегії на період до 2030 року». Вартість будівництва суміщеної колії шириною 1435/1520 мм на ділянці Рава-Руська — Львів (Брюховичі) становитиме понад 50 мільйонів євро. Проєкт включає прокладку 58 км суміщеної колії, проведення реконструкції п'яти станцій, дев'яти переїздів, 18 штучних споруд, та пристроїв сигналізації та зв'язку.
Для реалізації проєкту АТ «Укрзалізниця» планує залучити міжнародні гранти та інші зовнішні джерела фінансування. Крім того, проєкт передбачено узгодити із польською стороною.

## Пасажирське сполучення
На станції зупиняються одна пара дизель-поїздів сполученням Львів — Рава-Руська та у зворотному напрямку. До 18 березня 2020 року щоденно курсували дві пари приміських поїздів за цим напрямком.
Цікавою вже є традиція, коли впродовж Різдвяних свят між Львівським головним двірцем і станцією Брюховичі курсує ретро-поїзд. Поїзд зазвичай виконує шість рейсів, під час однієї поїздки, тривалістю 1 год. 15 хв., перевозить близько 150 пасажирів.

## Галерея

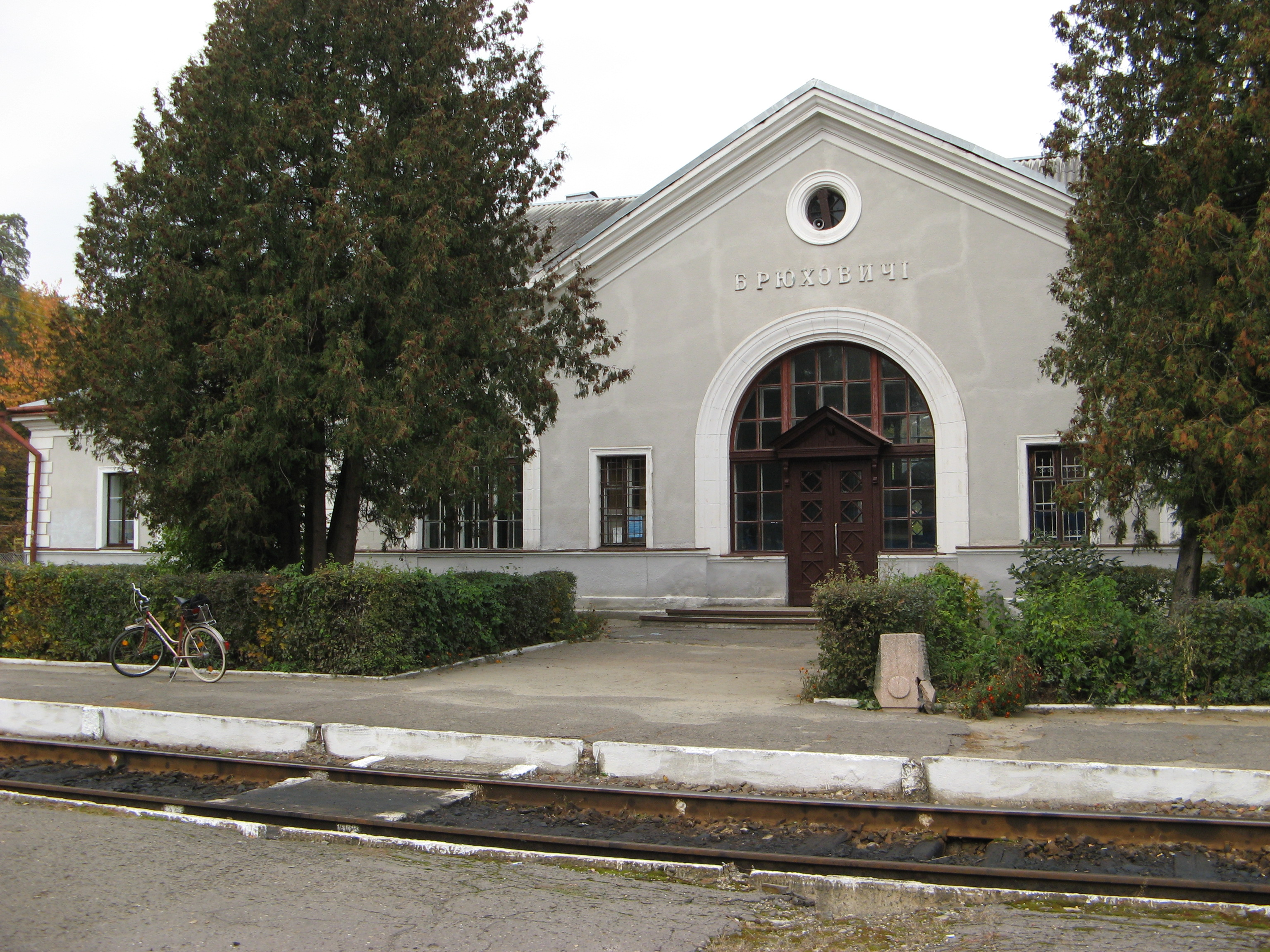
Вокзал
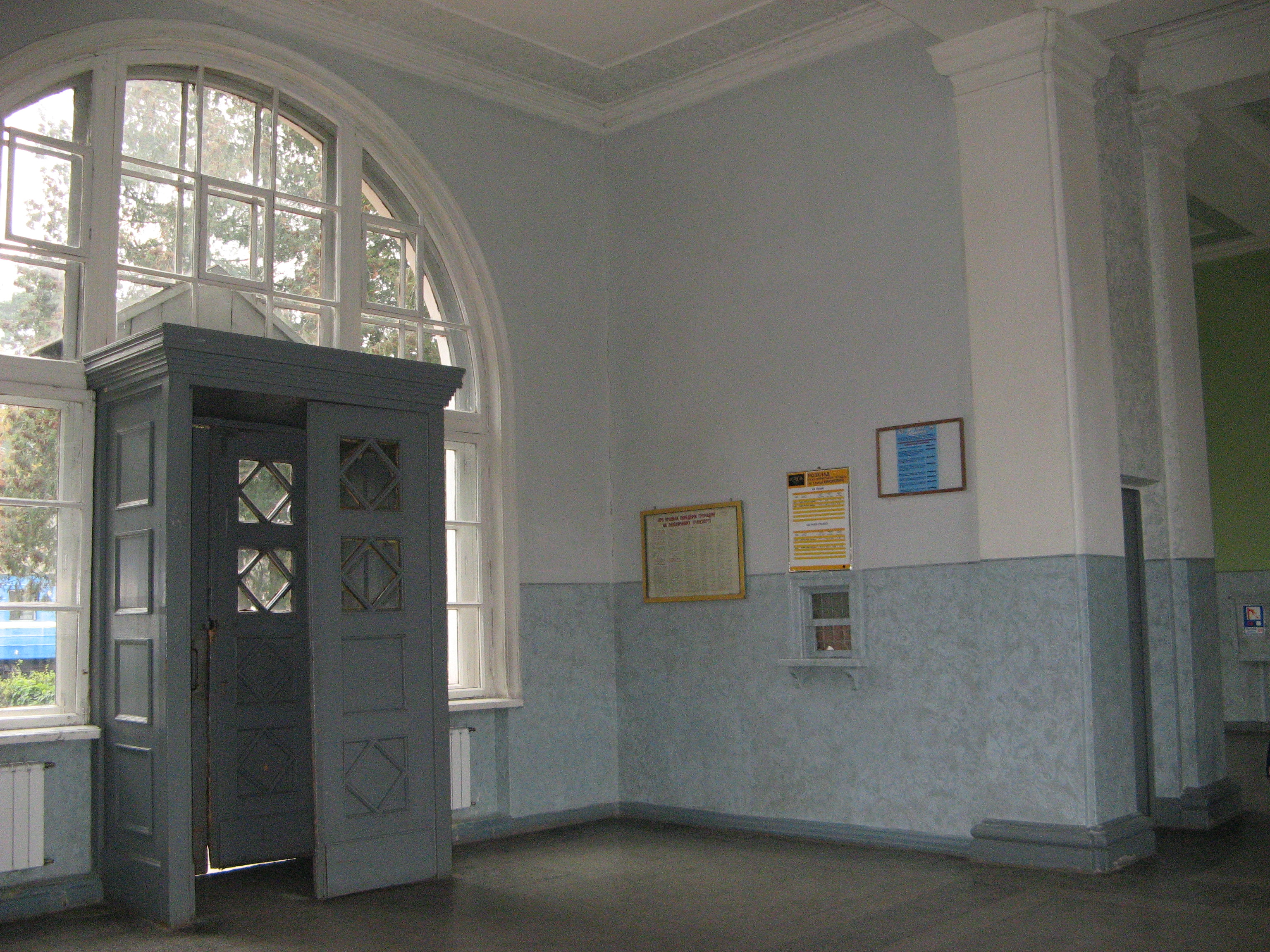
У приміщенні вокзалу